# Kapitan Petko
Kapitan Petko (bułg. Капитан Петко) – wieś w Bułgarii, w obwodzie Szumen, w gminie Wenec. W 2024 roku liczyła 625 mieszkańców.